# Lophocoleus
Lophocoleus is een geslacht van vlinders van de familie spinneruilen (Erebidae), uit de onderfamilie Herminiinae.

## Soorten
- L. acuta Robinson, 1975
- L. albipuncta Robinson, 1975
- L. iridescens Robinson, 1975
- L. mirabilis Butler, 1886
- L. rubrescens Robinson, 1975
- L. suffusa Robinson, 1975